# Туеле (Јута)
Туеле (енгл. Tooele) град је у америчкој савезној држави Јута.

## Демографија
По попису из 2010. године број становника је 31.605, што је 9.103 (40,5%) становника више него 2000. године.
| Група             | 2000.          | 2010.          |
| Белци             | 19.340 (85,9%) | 26.172 (82,8%) |
| Афроамериканци    | 166 (0,7%)     | 260 (0,8%)     |
| Азијати           | 126 (0,6%)     | 201 (0,6%)     |
| Хиспаноамериканци | 2.271 (10,1%)  | 4.080 (12,9%)  |
| Укупно            | 22.502         | 31.605         |